# Stellungskrieg

Ein Posten des Cheshire Regiment in einem Laufgraben nahe La Boisselle während der Schlacht an der Somme, Juli 1916

Als Stellungskrieg bezeichnet man, im Gegensatz zum Bewegungskrieg, eine defensive Form der Kriegsführung, die von statischen Frontverläufen geprägt ist. Charakteristisch ist hier meist die Sicherung der Fronten durch ausgedehnte Systeme von Feldbefestigungen, weshalb es sich bei vielen Stellungskriegen um Grabenkriege handelte.
Diese Art der Kriegführung dominierte das Geschehen an der Westfront des Ersten Weltkriegs: Hier paralysierten sich die Kontrahenten gegenseitig über lange Phasen des Stellungskriegs – der hier wohl seinen Höhe- und Endpunkt erreichte – an allen Fronten. Eine Möglichkeit der Vermeidung des Stellungskriegs ergab sich erst, als der Durchbruch von Frontlinien infolge der Motorisierung und des Zusammenwirkens verschiedener Waffengattungen nicht mehr allein von der Infanterie geleistet werden musste. Bedeutendste Faktoren in diesem Zusammenhang waren die Fortentwicklung der gepanzerten Waffen und der Luftstreitkräfte sowie geänderte taktische Einsatzkonzepte.

## Entwicklung
Eine Vorform des Stellungskriegs zeigte sich im Pfälzischen Erbfolgekrieg (1688–1697), als beide Seiten auf die verbesserte Waffentechnik der Gegner mit verstärktem Aufwand bei Schanzarbeiten und langgezogenen Befestigungsanlagen reagierten. Die Entstehung des Stellungskrieges im eigentlichen Sinne wurde begünstigt durch die Einführung großer Wehrpflichtarmeen im Laufe des 19. Jahrhunderts. Davor waren die Armeen zu klein, um große Gebiete langfristig zu verteidigen. Schlachten waren daher vergleichsweise kurz oder entwickelten sich zu Belagerungen. Große Armeen machten es außerdem schwieriger, den Gegner auszumanövrieren und die Flanken anzugreifen; allerdings war es noch immer möglich, mittels massiver Kavallerie- oder Infanterieangriffe durchzubrechen. Durch die Verbesserung der Schusswaffen Mitte des 19. Jahrhunderts wurde diese Taktik jedoch zunehmend riskant. 
Als erster Stellungskrieg gilt der Krimkrieg (1853–1856), in dem die russische Festung Sewastopol mit Hilfe befestigter Stellungen fast ein Jahr lang belagert wurde. Dabei kamen moderne Kriegsmittel wie Geschütze zum Einsatz. Etwa 150.000 Menschen starben, etwa ein Drittel davon unmittelbar durch Kampfhandlungen und etwa 100.000 Menschen durch Krankheiten, Seuchen und mangelhafte Versorgung. 
Stellungskämpfe prägten auch die Spätphase des Amerikanischen Bürgerkriegs (1861–1865). Feldbefestigungen gewannen stark an Bedeutung. Man baute aus spitzen Holzpfählen bestehende Spanische Reiter oder Krähenfüße, die ähnlich wie der später erfundene Stacheldraht eingesetzt wurden. Die Gatling Gun, ein Vorläufer des Maschinengewehrs, ermöglichte es, zahlenmäßig weit überlegene Angreifer abzuwehren.
Feldbefestigungen waren ein wichtiges Element während der Zweiten Schlacht um Petersburg (Juni 1864). 
Angriffe wie „Pickett’s Charge“ bei der Schlacht von Gettysburg zeigten deutlich, wie aussichtslos ein Angriff auf eine konzentrierte Verteidigungslinie geworden war. 
Vor allem zwei Faktoren waren verantwortlich für diese Veränderung: zum einen die Einführung neuer Handfeuerwaffen – zuerst des gezogenen Minié-Vorderladers und letztlich des Hinterladers, der es kleinen Truppen ermöglichte, eine größere Feuerkraft auf wesentlich größere Entfernung zu entfalten. Mit der Einführung des Hinterladers war auch ein Nachladen im Liegen möglich. Bis dahin mussten Infanteriesoldaten aufrecht stehend nachladen und waren dabei feindlichem Feuer ausgesetzt. Schon im Sezessionskrieg wurden Kavallerieangriffe durch das präzise Feuer auf große Distanz enorm verlustreich. Seitdem die Soldaten auch liegend diese bis dato unbekannte Feuerkraft entfalten konnten, waren selbst Infanterieangriffe sehr gefährlich. Ein weiterer wichtiger Faktor war die Einführung des rauchlosen Pulvers gegen Ende des 19. Jahrhunderts. Das Erkennen eines feuernden Verteidigers wurde dadurch zusätzlich erschwert. Eine kleine Gruppe Verteidiger konnte so, hinter entsprechender Deckung, Angreifer sehr viel einfacher zurückschlagen. Dazu wurden zunehmend Maschinengewehre eingesetzt. Sie verschafften der Verteidigung gegenüber dem Angriff nochmals einen deutlichen Vorteil, besonders bei flankierendem Feuer (zur Entwicklung – sie begann etwa 1885 – Näheres hier). 
Maschinengewehre machten jeden frontalen Angriff zu einem verlustreichen Himmelfahrtskommando; diese Erkenntnis setzte sich bei vielen Kommandierenden erst langsam durch (siehe auch Angriff bis zum Äußersten). Zusammen mit der zunehmend präziser und vernichtender werdenden Artillerie (s. u.) waren Maschinengewehre wesentlich für die enormen Verluste in den ersten Kriegsjahren des Ersten Weltkriegs verantwortlich, bei dem die Kommandanten stur an längst nutzlosen napoleonischen Taktiken festhielten und ihre Männer teils buchstäblich Schulter an Schulter ins Maschinengewehrfeuer schickten.
Zudem wurden immer mehr Stacheldrahthindernisse aufgestellt, die die Angreifer aufhielten und sie damit länger dem Feuer der Verteidiger aussetzten.
Eine weitere wichtige Neuerung kam nach dem Bürgerkrieg in Form der modernen Artillerie auf. Geschütze mit den neuartigen Brisanzgranaten wurden schnell zu einer der tödlichsten Waffen auf dem Schlachtfeld. Schon in den 1860er Jahren war es Alfred Krupp gelungen, Schussweite, Genauigkeit und Feuerrate seiner Geschütze erheblich zu steigern (siehe 6-Pfünder-Feldkanone C/61, 4-Pfünder-Feldkanone C/64, 4-Pfünder-Feldkanone C/67). Das trug maßgeblich zum schnellen Sieg Deutschlands im Deutsch-Französischen Krieg 1870/1871 bei.
Im Ersten Weltkrieg zeigte sich schnell, dass die Kombination aus Artillerie, Stacheldrahtverhauen und Maschinengewehrfeuer den Verteidiger enorm bevorteilte und Angreifer selbst mit massivster Artillerievorbereitung nur unter hohen Verlusten in die zunehmend besser ausgebauten Verteidigungsstellungen einbrechen konnten. Dieser Umstand überraschte die Armeeführungen aller beteiligten Staaten zunächst und führte besonders in den Anfangsmonaten des Krieges zu sehr hohen Verlusten (siehe hier).
Am 24. Februar 2022 begannen russische Streitkräfte einen völkerrechtswidrigen Angriffskrieg auf die Ukraine. Von August bis November 2022 erzielten ukrainische Truppen im Donbass erhebliche Geländegewinne; dann brachte der einbrechende Winter ihren Vormarsch zum Erliegen. Die russischen Truppen gruben sich ein und bauten Stellungen, an denen Offensiven ukrainischer Truppen im Sommer 2023 scheiterten.

## Durchführung
Nach Beginn des Ersten Weltkrieges erkannten die deutschen und alliierten Truppen, dass auch eine kleine Deckung es ermöglichte, einen Angriff relativ problemlos zurückzuschlagen. Frontale Angriffe waren mit dramatischen Verlusten verbunden. Es wurden von beiden Seiten verschiedene Strategien und Taktiken versucht, den Stellungskrieg zu überwinden, die jedoch in der Regel keine nachhaltigen Erfolge zeigten. So wollten sich die Gegner durch massiven Menschen- und Materialeinsatz „strategisch ausbluten“. Eine Taktik war es, mit einem örtlichen Sturmangriff einen Durchbruch zu erzwingen und so nachfolgende Flankenangriffe zu ermöglichen. Dazu gingen dem Sturm Ablenkungsangriffe, Trommelfeuer, Gasangriffe und der Minenkrieg voraus. Die Erfolge waren jedoch bestenfalls begrenzt, denn die gegnerischen Frontlinien hatten mehrere parallele Verteidigungslinien, die durch rasche Truppenverschiebungen verstärkt werden konnten. Außerdem hatte der Verteidiger in den Gräben einen sehr großen Defensivvorteil, bedingt durch die Maschinengewehre und zusätzliche Deckung, was einen Angriff verlustreich machte. An der Westfront klang der Bewegungskrieg 1914 nach der Marneschlacht in einer Reihe von Umfassungsmanövern aus. Sie endeten, als die Kontrahenten im sogenannten Wettlauf zum Meer die Kanalküste in Flandern erreichten. Das Grabensystem der Westfront erstreckte sich danach von Westflandern bis zur Grenze der Schweiz im Oberelsass. Durch die Grabenkämpfe in Nordfrankreich und Belgien wurde der Erste Weltkrieg zum längsten und blutigsten Stellungskrieg in der Geschichte. Der Stellungskrieg an der Westfront setzte sich bis zur deutschen Frühjahrsoffensive (Operation Michael) im März 1918 fort.

## Folgen
Der Stellungskrieg entstand als Resultat der Bildung von Massenarmeen, der Entwicklung neuer, schnellfeuernder Waffen und der Massenproduktion von Rüstungsgütern. Neue Technologien bereiteten dem Stellungskrieg allmählich ein Ende: Neben Giftgas und Flugzeugen war dies in erster Linie der Panzer. Panzer tauchten erst gegen Ende des Ersten Weltkrieges auf Seiten der Entente in größeren Stückzahlen an der Front auf. Sie wiesen noch große technische Mängel auf und wurden häufig fehlerhaft eingesetzt, da es auch an Erfahrung im Gebrauch dieser Waffe fehlte. Diese frühen Panzer waren noch nicht in der Lage, den Stellungskrieg aufzubrechen und zum Bewegungskrieg überzugehen. So ging der durch einen massiven britischen Panzervorstoß erreichte Gebietsgewinn bei Cambrai Ende 1917 nach einer Gegenoffensive deutscher Eingreifdivisionen schnell wieder verloren. Die Panzer des Ersten Weltkriegs erreichten Höchstgeschwindigkeiten von maximal 8 km/h und konnten mit Flammenwerfern, Geschützen und manchmal auch mit Maschinengewehren (sofern deren Feuer auf einen Punkt konzentriert wurde) bekämpft werden.
Nach dem Krieg übertrieben beide Seiten die Wirkung des Panzers auf den Stellungskrieg. Die Deutschen suchten und fanden in ihm den Grund für ihre Niederlage. Für die aufstrebenden alliierten Offiziere, die gerne ein großes, eigenständiges Panzerkorps gesehen hätten (unter anderen J.F.C. Fuller und George S. Patton), war die Hervorhebung des Panzers ein Weg, um politische Ziele zu erreichen. Für die Analysten bot der Panzer eine Erklärung, wo all die anderen Änderungen in den Waffensystemen nicht ausreichend erschienen. Man konnte sich nicht vorstellen, dass eine der anderen Waffen (Flugzeuge, Artillerie und Gas oder verbesserte Kommunikation) diese Änderung herbeigeführt haben könnte.
Der Panzer war jedoch nur teilweise eine Erklärung dafür, dass der Stellungskrieg obsolet geworden war. Die relativ bescheidenen Erfolge der Alliierten im Jahre 1917 wurden ohne oder mit nur sehr wenigen Panzern errungen, auch deutschen Truppen gelangen in der Frühjahrsoffensive 1918 Geländegewinne ohne eine nennenswerte Panzertruppe. Die wichtigste Lektion, die die deutsche Militärführung nur zu gut gelernt hatte und mit dem Blitzkrieg 1940 ihren alliierten Gegnern deutlich demonstrierte, war nicht technologischer, sondern taktischer Natur. Militärs wie Fuller, Hart, Guderian und de Gaulle und die Schaffung von Panzerdivisionen machten den Verteidigungsvorteil der Infanterie zunichte und ermöglichten das Wiederaufleben des Bewegungskrieges. Entscheidend waren dabei das Zusammenwirken von Panzerverbänden, motorisierter Infanterie, Kampfflugzeugen und Infanterie und die so genannte Schwerpunktbildung an einem begrenzten Frontabschnitt. Der Schlüssel, um die statische Kriegführung in den Gräben zu durchbrechen, lag darin, die taktische Überraschung zu erringen, die Schwachpunkte der gegnerischen Linie zu attackieren, die Befestigungen zu umgehen und sich von der Vorstellung zu lösen, einen umfassenden Plan für jede Situation parat zu haben. Stattdessen wurden kleine autonome Gruppen hochtrainierter Soldaten eingesetzt (die sog. Sturmtruppen), in denen die jeweiligen Offiziere selbsttätig agieren konnten. Wesentlich war auch die umfangreichere Einführung von motorisierten Individualtransportmitteln, da Eisenbahnverbindungen einem schnellen Vormarsch nicht schnell genug folgen können, um ihn ausreichend zu versorgen.
Die Nutzlosigkeit des Stellungskrieges wurde jedoch nicht von allen Armeen erkannt, so bauten die Franzosen noch die Maginot-Linie, welche sich dementsprechend im Zweiten Weltkrieg auch als nutzlos erwies. Weitere Verteidigungslinien wurden von Deutschland parallel zur Maginot-Linie errichtet (Westwall) und an der Ostgrenze zu Polen (Ostwall). In der Sowjetunion wurde ab 1929 die Stalin-Linie erbaut. Sämtliche Verteidigungsanlagen, die mit enormem Kosten- und Arbeitsaufwand errichtet wurden, konnten feindliche Angriffe nur für wenige Tage aufhalten.
Auch wenn der Zweite Weltkrieg beweglicher war als der Erste, bleibt dennoch ein Vermächtnis erhalten: die massive Feuerkraft, die über eine große, nun mobile Front verfügbar war. Zusätzlich hatten die taktischen Neuerungen, die den Stellungskrieg überflüssig machten, einen immensen Einfluss auf die Kriegführung. Noch heute ist die Basis des modernen Landkrieges eine kleine quasi-autonome Einheit, das sogenannte Fire Team, und eine reibungslose Kommunikation ist der Schlüssel, um die Initiative über den Feind zu gewinnen und zu behalten. Trotz allem erstarrte vor allem an der Ostfront im Zweiten Weltkrieg die Front zeitweise zum Stellungskrieg, da die Masse der Wehrmacht aus Infanteriedivisionen bestand und nur die Panzer- und Panzergrenadierdivisionen motorisiert waren. Hier wurden dann auch wieder weitläufige Verteidigungsstellungen mit Schützengräben, Geschützstellungen und eingegrabenen Panzern angelegt. Dies führte dazu, dass beim Angriff die Infanterie den Panzern hinterherlief und nach erfolgloser Verteidigung im Rückzug eingekesselt wurde.